# Zamek w Hunedoarze
Zamek w Hunedoarze, Zamek Korwina (ro. Castelul Corvinilor, węg. Vajdahunyad vár) – średniowieczny zamek w Hunedoarze w Siedmiogrodzie (Rumunia). Wzniesiony został na jednym z najbardziej wysuniętych na wschód wzgórz grupy górskiej Poiana Ruscă.

## Historia
Początki zamku w Hunedoarze sięgają XII-XIII w., kiedy to w dolinie rzeki Cernej wybudowano niewielką twierdzę, która należała później (XIV w.) do Andegawenów, panujących wówczas na terenie obecnych Węgier i Rumunii. Po śmierci ostatniego męskiego potomka rodu Andegawenów, Karola III, władzę na Węgrzech przejął Zygmunt Luksemburski. W dokumencie z 18 października 1409 r. Zygmunt przekazał dobra Hunedoary (lat. Possessionem nostram regalem Hwnyadwar) rumuńskiemu szlachcicowi Vojkowi w uznaniu jego zasług w służbie królewskiej. 
Po śmierci Vojka budowlę odziedziczył jego syn, János Hunyady, późniejszy regent Węgier i władca Siedmiogrodu. W 1440 r. Jan rozpoczął przebudowę twierdzy w zamek, którą ukończono najprawdopodobniej przed 1446 r. Powstały wtedy dwa pierścienie murów obronnych z licznymi wieżami, zamek właściwy oraz kaplica. Po śmierci Hunyadego twierdzę przejęła jego żona Elżbieta Szilágyi, a następnie ich syn Maciej Korwin, król Węgier (1458-1490), który rozbudował zamek w stylu renesansowym. Ostatnim właścicielem z rodu Hunyadego był nieślubny syn Macieja, Jan Korwin.
W XVI-XVII w. zamek często zmieniał właścicieli (rodziny Török, Bethlen, Apafi), z których najbardziej zaangażowanym w sprawy zamku okazał się Gábor Bethlen (1613-1629). Za jego czasów dokonano kolejnej rozbudowy w stylu barokowym, dodając tzw. Skrzydło Bethlena, Białą Wieżę, Wieżę Bramną oraz platformę dla artylerzystów. 
Ostatnim właścicielem prywatnym zamku była żona węgierskiego zarządcy Siedmiogrodu, Michała II Apafy'ego (1690-1701), Katalina Apafy. Po jej śmierci w 1724 r. zamek przeszedł w posiadanie rządu Austrii, a później Austro-Węgier. Za panowania Habsburgów, Leopolda I oraz Józefa I, wiele węgierskich zamków uległo zniszczeniu. W zamku w Hunedoarze urządzono skład materiałów żelaznych.
W XIX w. zamek ucierpiał wskutek licznych pożarów. W 1854 r. wielki pożar zniszczył konstrukcję drewnianych stropów, co doprowadziło do zawalenia się dachu. Budowlę odrestaurowano w latach 1870-80 pod kierunkiem architektów węgierskich Imre Steindla i Frigyesa Schulka. Kolejną restaurację przeprowadzono w latach 1907-1913 pod okiem Istvana Möllera. 
Po zakończeniu I wojny światowej i włączeniu Siedmiogrodu do Rumunii w 1918 r., zamek przejął rząd rumuński. Obecnie (2008) w zamku znajduje się muzeum historyczne.

## Architektura
Zamek był ufortyfikowaną rezydencją królewską i nigdy nie spełniał funkcji czysto militarnych. Tym niemniej, jest jednym z najlepszych przykładów gotyckiej architektury obronnej na obszarze historycznych Węgier.

### Architektura zewnętrzna
W pierwszej fazie przebudowy w XV w. twierdza otrzymała dwa pierścienie murów obronnych z bloków wapiennych. Innowacją było wybudowanie, obok tradycyjnych wież prostokątnych, wież okrągłych. Trzy wieże okrągłe: Wieża  Capistrano (nazwa pochodzi od nazwiska franciszkanina, nadwornego spowiednika), Wieża Niezamieszkana oraz Wieża Bębniarzy, liczą po trzy kondygnacje, przy czym piętro środkowe było przeznaczone dla strzelców, a ostatnie mieściło pokoje. W wieży Capistrano znajduje się odrestaurowany kominek w stylu gotyckim, jedyny jaki się zachował na zamku. Czwarta wieża okrągła, tzw. Wieża Muszkatowa, ma jedynie jedno piętro obronne. Jej ściany zewnętrzne pokrywa fresk przedstawiający motywy geometryczne. Wieże prostokątne, ulokowane na północnym zachodzie (Stara Wieża) i południowym wschodzie (Nowa Brama), miały charakter typowo obronny, z piętrami przeznaczonymi  dla strzelców oraz składami broni. Wejść do zamku chroniły mosty zwodzone, które nie zachowały się do naszych czasów.
Ważnym elementem systemu obronnego była wzniesiona jeszcze w XV w. wieża Nje Boisia (pol. Nie bój się), wysunięta poza główny obwód obronny. Nazwa wieży została nadana najprawdopodobniej przez serbskich żołnierzy służących na zamku w czasach Macieja Korwina. Wieża ma pięć pięter wyposażonych w okienka strzelnicze i jest połączona z zamkiem długą na 33 m krytą galerią, podtrzymywaną przez masywne filary z kamienia wapiennego.
Za czasów Gábora Bethlena (1613-1629) dodano kolejne elementy obronne: Wieżę Białą oraz taras artyleryjski. Wieża Biała zbudowana jest na planie półkola i liczy trzy piętra, wzmocnione balami drewnianymi; wybite są w niej liczne okienka strzelnicze.

### Architektura wewnętrzna
We wschodniej części zamku znajduje się kaplica gotycka, która została gruntownie przebudowana przez Gábora Bethlena w XVII w., kiedy to m.in. usunięto gotyckie ostrołuki.
Zamek właściwy (pałac) z połowy XV w. usytuowany jest po stronie zachodniej. Na szczególną uwagę zasługują tu Sala Rycerska, Sala Rady oraz spiralna klatka schodowa. Obydwie sale zbudowane są na planie prostokątów. Znajdująca się w skrzydle północnym Sala Rycerska - dwunawowa hala ze sklepieniem krzyżowo-żebrowym i bogatą dekoracją kamieniarską, uważana jest za majstersztyk węgierskiej architektury gotyckiej. Na pierwszym filarze po wejściu do Sali Rycerskiej widnieje inskrypcja łacińska: Hoc opus fecit fieri Magnif. Do Johannes de Hunyad Regni Hungar, Gubernator anno dni 1452, upamiętniająca budowniczego zamku, Jana Hunyadego. Nad Salą Rycerską położona jest Sala Rady, do której Gábor Bethlen zwoływał sesje siedmiogrodzkiego parlamentu. W zachodniej części Sali Rady znajduje się Galeria Hunyadych.

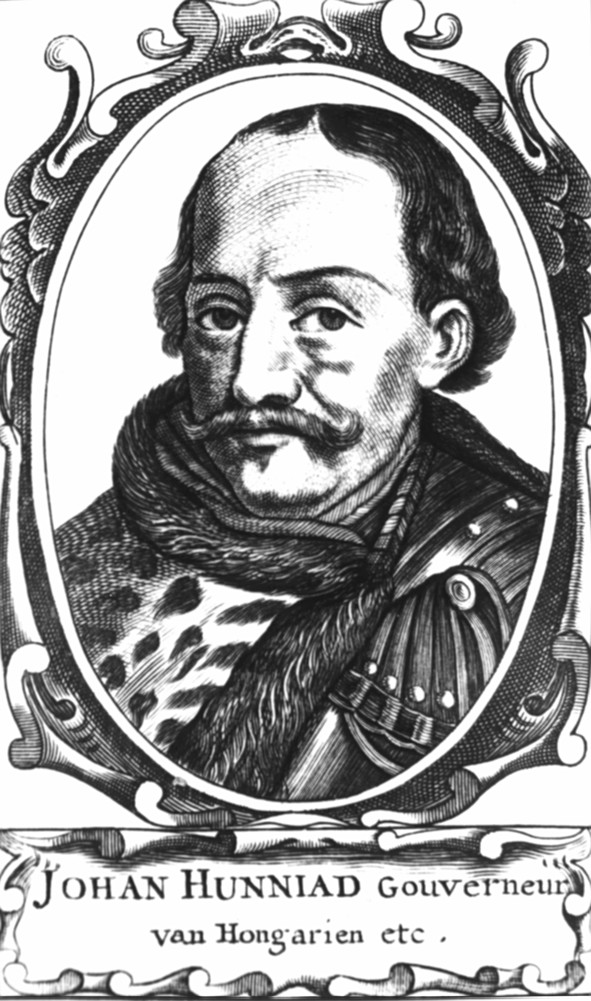
János Hunyady
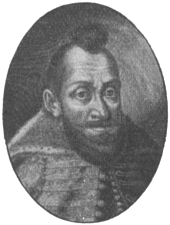
Gábor Bethlen
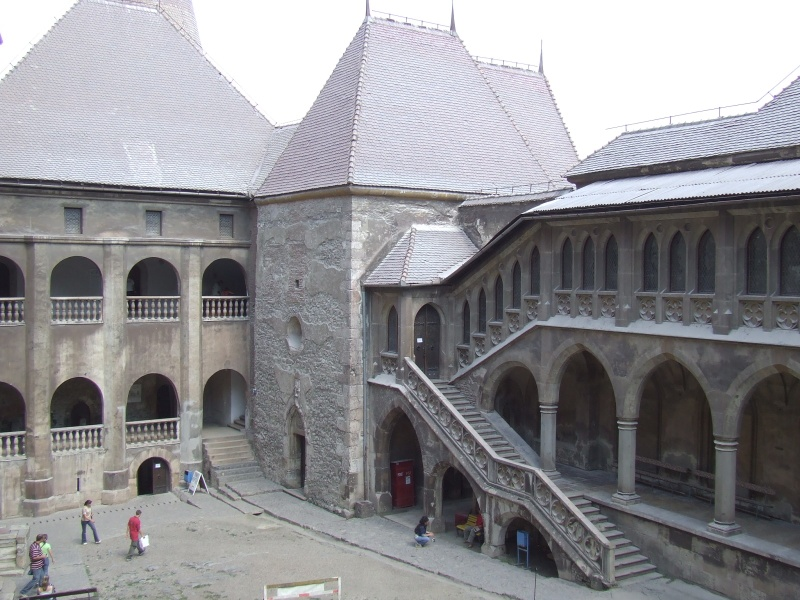
Widok na dziedziniec wewnętrzny
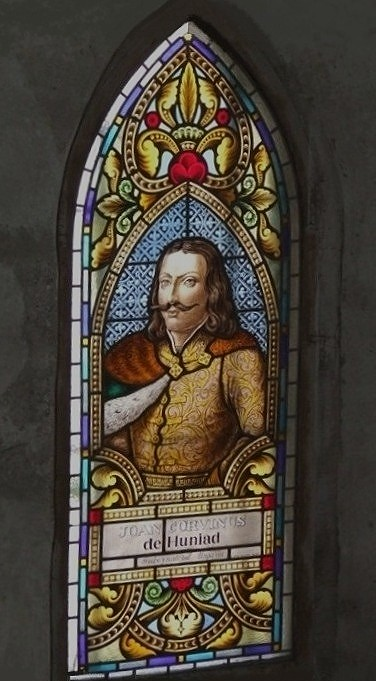
Witraż z Jánosem Hunyadim
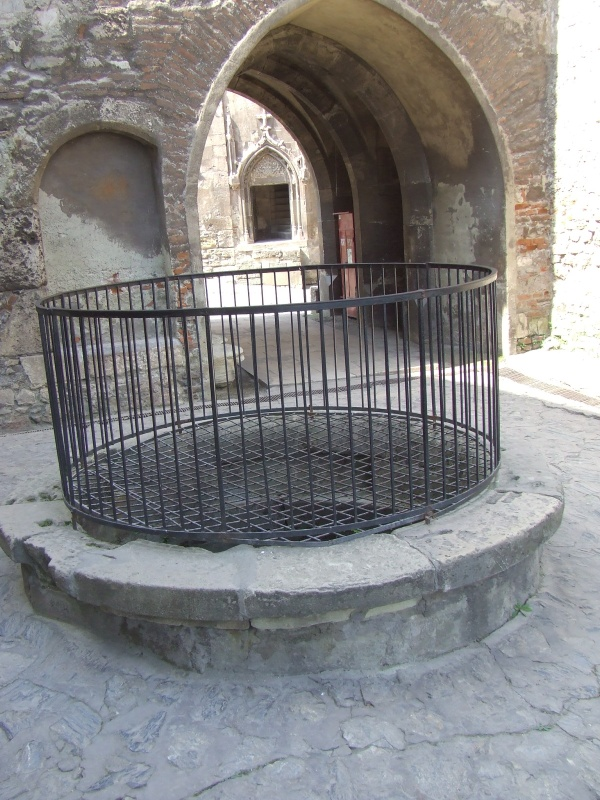
Studnia na dziedzińcu
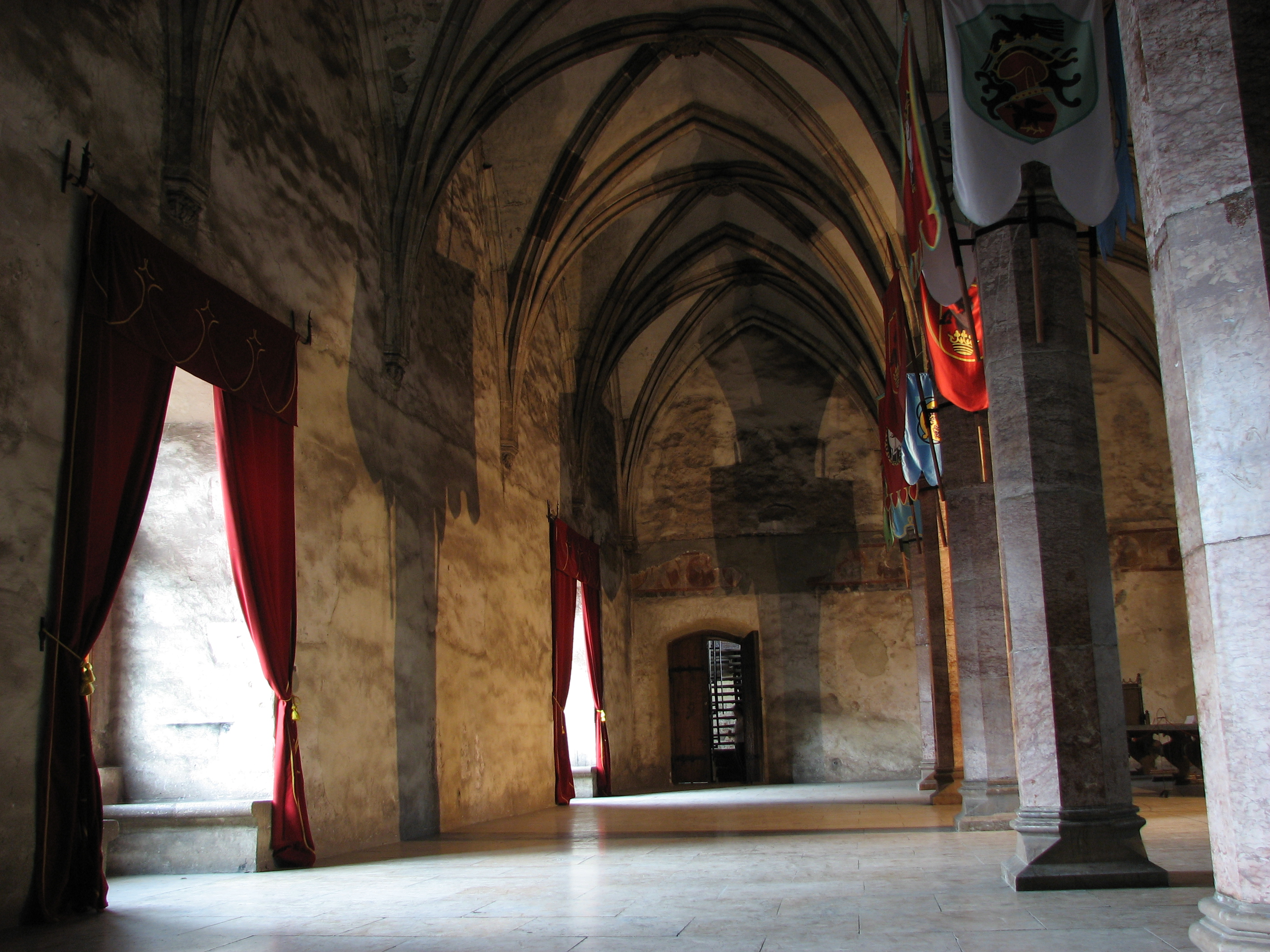
Wnętrze zamku

## Legenda
Pomiędzy wewnętrznym a zewnętrznym pierścieniem murów obronnych znajduje się studnia. Wedle legendy studnię wykopali trzej tureccy więźniowie, którym Jan Hunyady obiecał darowanie wolności po ukończeniu prac. Więźniowie pracowali przez 15 lat, znajdując wodę na głębokości 28 metrów. W międzyczasie Jan zmarł, a jego żona Elżbieta nie dotrzymała słowa danego przez męża. Na boku studni więźniowie umieścili następujący napis: Macie wodę, ale nie macie serca. 
W rzeczywistości napis na studni, odczytany przez Mihaila Guboglu, brzmi: Tu kopał, Hassan, więzień giaurów w fortecy koło kościoła. Inskrypcję datuje się na XV w. Obecnie napis znajduje się na jednym z filarów w kaplicy zamkowej.

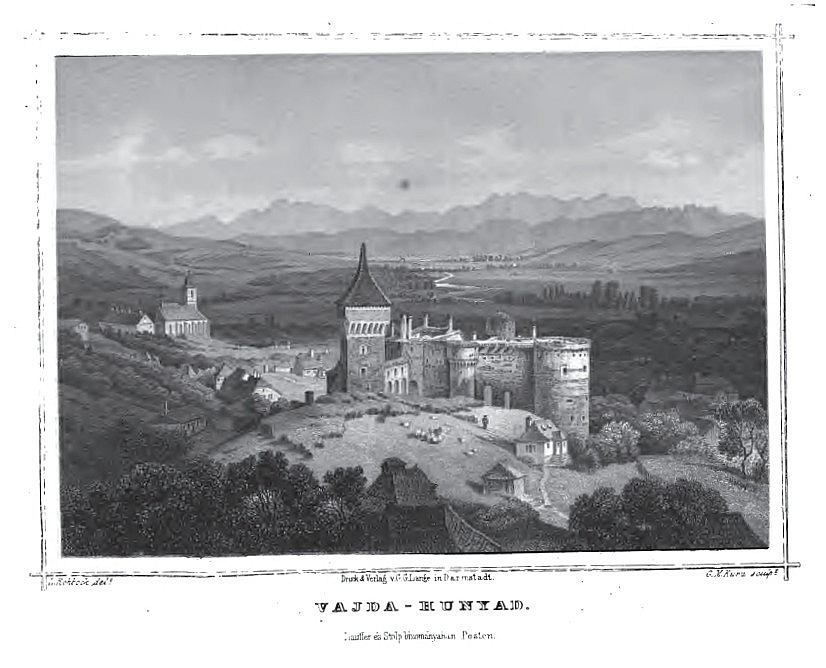
Zamek na rycinie z 1822
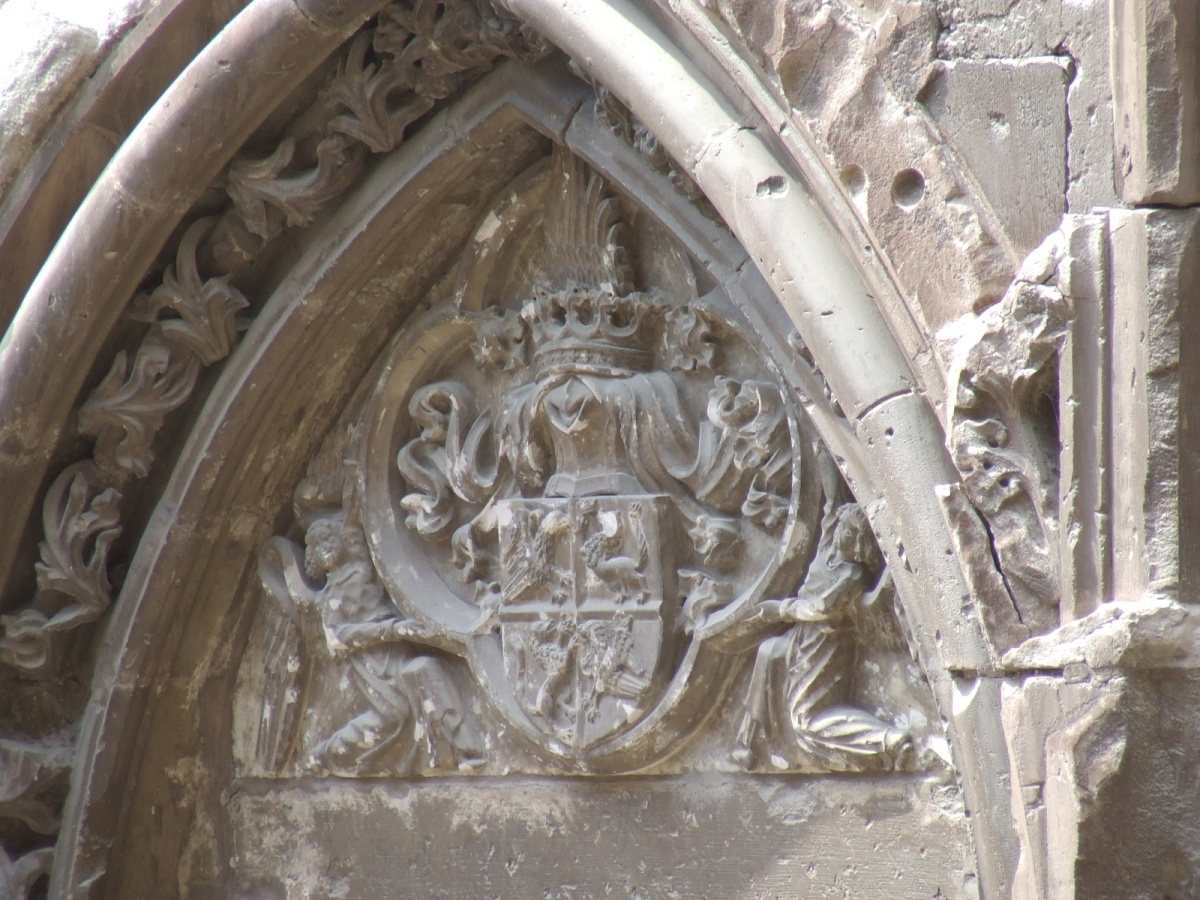
Herb Jánosa Hunyadiego
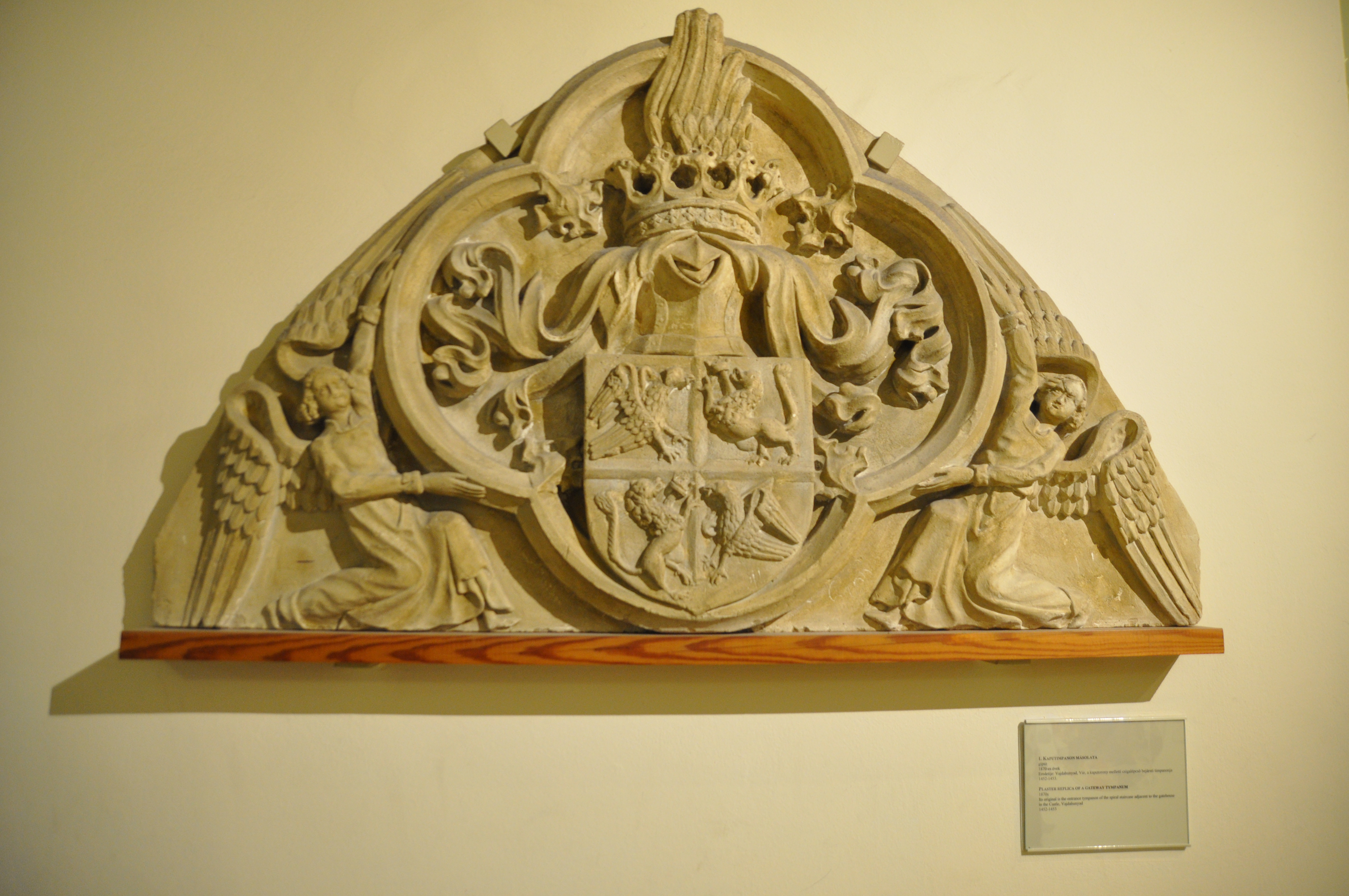
Herb Jánosa Hunyadiego
Herb Jánosa Hunyadiego
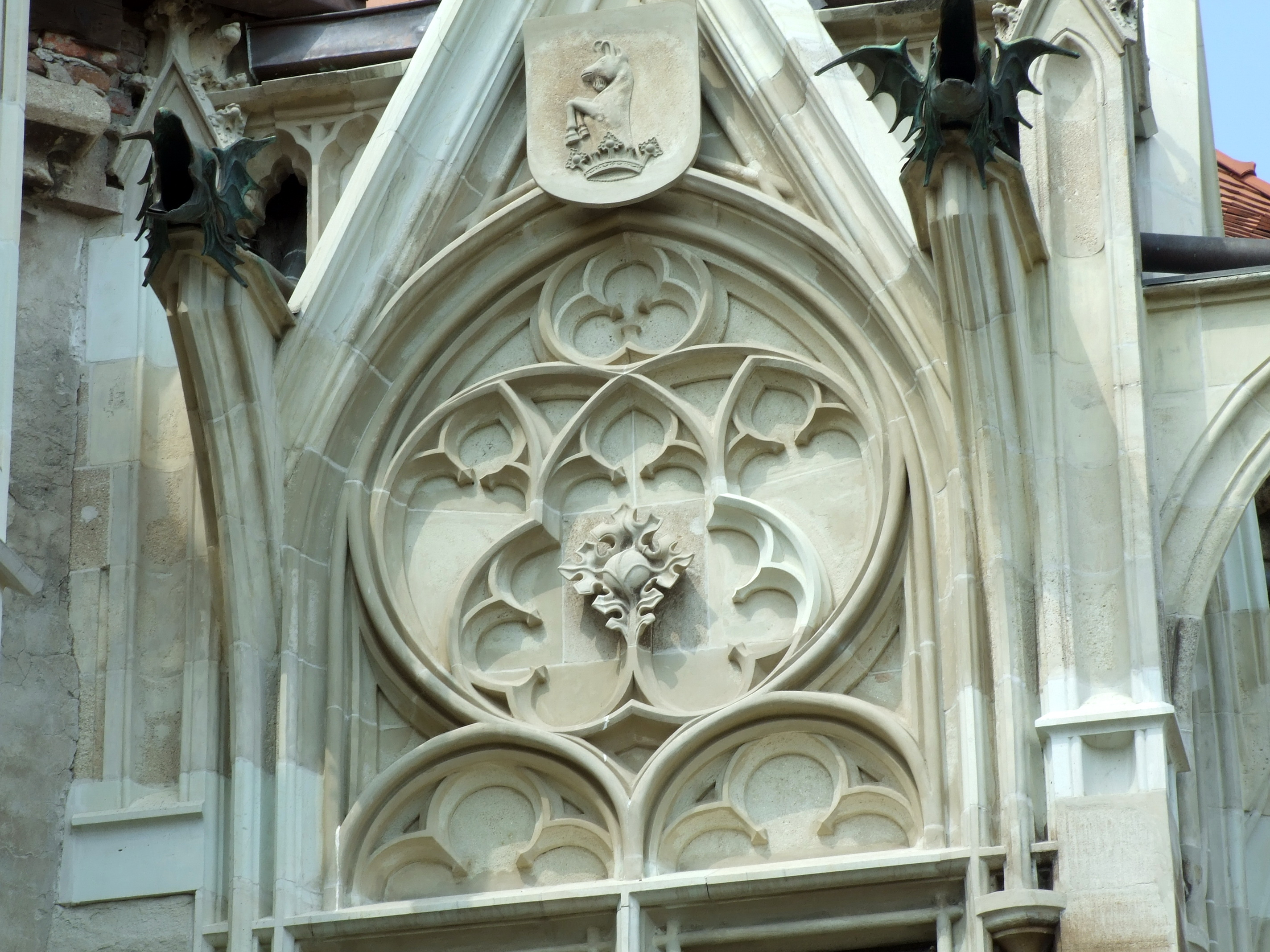
Herb Elżbiety Szilágyi
Herb Elżbiety Szilágyi
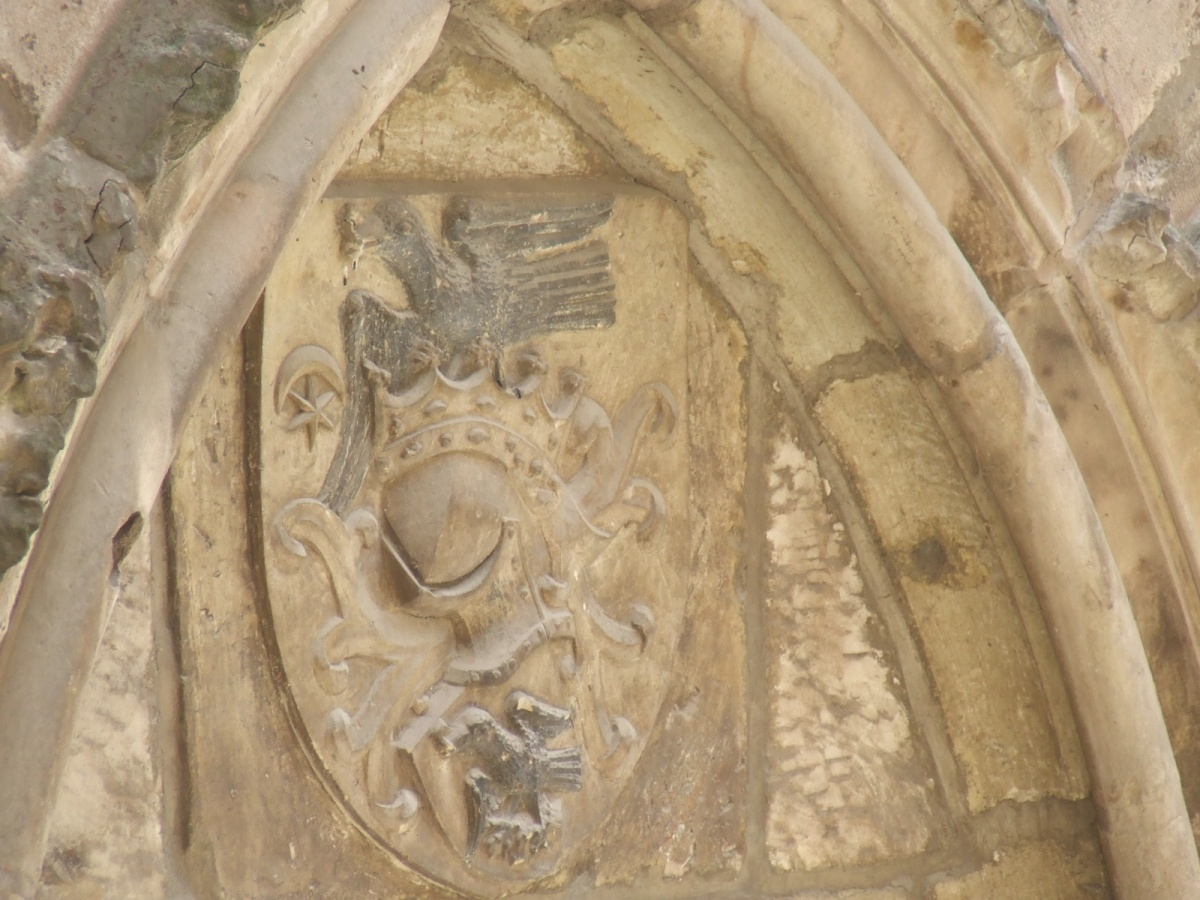
Herb Macieja Korwina
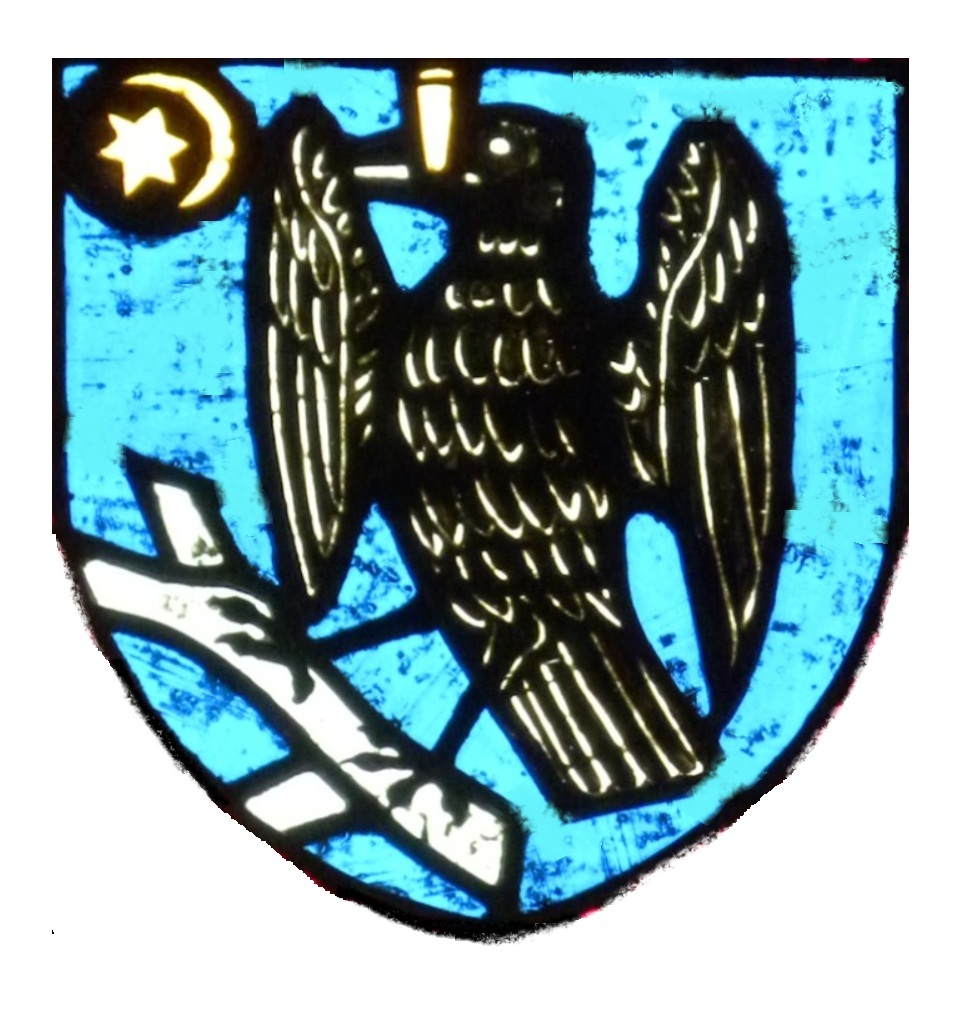
Herb Macieja Korwina